# 한영숙 (무용가)
한영숙(韓英淑, 1920년 2월 2일~1989년 10월 7일)은 대한민국의 고전무용가. 본관은 청주(淸州)이며 호는 벽사(碧史). 살풀이춤과 승무의 대가로 국가 무형문화재 기능보유자로 지정되었다.

## 생애

### 생애 초기
충청남도 천안에서 한희종(친정 부친)의 서녀(측실 소생 막내딸)로 출생하였고 지난날 한때 충청남도 예산에서 잠시 유아기를 보낸 적이 있는 그녀는 그 후 충청남도 홍성에서 성장하였다. 13세 때 할아버지 한성준에게 춤을 배우기 시작해 1937년 경성부에서 열린 한성준 무용발표회에서 처음 발표했다. 한영숙은 한성준에게 승무, 학춤, 살풀이, 태평무등 전통춤을 전수받았으며 광복 후에는 한영숙고전무용연구소를 설립했고, 세종대학교, 국악예술고등학교, 서울예술대학, 서울시립무용단 등에서 엮임하였으며, 국가무형문화재 제 27호 승무예능보유자로 지정되었다.

## 중요무형문화재 지정

### 승무
1969년 한영숙의 승무는 국가무형문화재 제27호로 지정되어 전승되고 있다. 현 보유자, 이애주
학무
1979년 한영숙의 학무는 국가 중요무형문화재 제 40호로 지정되었다.

### 사망
1989년 10월 7일 만성심근경색으로 사망했다.

### 방계 친척
가수 김완선의 외조부(外祖父)는 한영숙의 친정 사촌 오빠이며 판소리 국악인 임방울의 사위들 가운데 한 사람이 한영숙의 친정 7촌 조카이다.

## 가족 및 친척 관계
- 부군 - 황병렬(아코디언 연주가)
- 아버지 - 한희종
- 할아버지 - 한성준(대한제국 조선 말기의 판소리 고수이자 민속무용가)
- 사돈 - 임방울(일제강점기와 대한민국의 판소리 명창)
- 친척 조카손녀 - 김완선(댄스 팝 가수)